# Atáun
Atáun (oficialmente en euskera: Ataun) es un municipio del País Vasco, España, perteneciente a la provincia de Guipúzcoa. Según datos del Eustat, tiene una población de 1722 habitantes (2023).
Se halla dividido en tres barrios principales: San Martín, San Gregorio y Aya, cada uno con su iglesia. Tiene tres frontones, y en el municipio se encuentra el Centro de Iniciación a la Naturaleza de Lizarrusti. La iglesia de San Martín posee un órgano barroco del siglo XVIII. Por Atáun transcurre una de las ramas del Camino de Santiago.

## Toponimia
Según la hipótesis de Mitxelena, el primer término de la palabra sería ata (variante de ate (puerta) o de ataka (paso estrecho)) y el segundo término -un(e) (lugar de). Esta hipótesis es bastante plausible con la configuración del pueblo de Atáun, que está situado en un largo y estrecho valle y que tiene fama en Guipúzcoa de ser el pueblo más largo de toda la provincia. El valle de Atáun también parece haber sido utilizado desde época romana como vía de comunicación entre el valle del Oria y la actual Navarra, otra posible razón de que su nombre esté relacionado con la palabra ate (puerta o paso).
Julio Caro Baroja insinúa que Atáun podría haber surgido como una variación del sufijo -ano->-aun. Atano (apellido vasco existente) ->Atáun.
En este caso podríamos estar ante un antropónimo relacionado con un nombre propio Ata (quizás relacionado con aita (padre)) y un sufijo derivado del latín -anum y como tantos topónimos del País Vasco relacionado con un antiguo fundus romano.
Se cree que el nombre antiguo de la localidad (siglo XIII) pudo ser Athagun o Athavit, pero esta identificación no es segura. Con posterioridad ha existido cierta vacilación a la hora de escribir el nombre de la localidad, por las diversas formas posibles de acentuarlo. Así según el INE durante el siglo XIX fueron oficiales las formas Atáun y Ataún; pero al menos desde 1897 consta la actual forma Ataun en todos los censos de población. Sin embargo, esta no es una fuente fiable, porque ha sido escrita por funcionarios administrativos, no lingüistas, y no indica lengua en que está escrito el topónimo, ni norma ortográfica por la que se rige, sino que solo se dedicaban a apuntar el nombre oficial correspondiente en ese momento.
En vasco se suele acentuar en la última sílaba: /a'taun/, pero se escribe sin tilde, ya que en este idioma no se utilizan.[cita requerida] En castellano lleva tilde porque es una palabra aguda acabada en consonante n, y la tilde se coloca en la vocal abierta del diptongo.
El gentilicio es ataundarra, procedente del nombre del pueblo y el sufijo -(d)ar utilizado en lengua vasca para la creación de gentilicios. Es común para hombres y mujeres.

## Geografía
Atáun es un municipio montañoso que linda con Navarra. Se halla entre los pastos de Aralar y la zona industrial del Goyerri.

## Demografía
Atáun cuenta con una población de 1717 habitantes (INE 2024).
| Gráfica de evolución demográfica de Atáun entre 1842 y 2021                                                         |
| |
| Población de derecho según los censos de población del INE Población de hecho según los censos de población del INE |

### Transporte y comunicaciones
Atáun ha sido el primer municipio de España que ha puesto en marcha un sistema de carpooling de vehículos eléctricos, empleándose para ello coches Think City de Going Green.

## Administración y política
En 2015 tres partidos se presentaron como candidatos a la alcaldía; EH Bildu, la candidatura independiente Herrigintza, y PSE-EE.
- Bildu: 487 votos (5 concejales)
- Herrigintza (independientes): 476 votos (4 concejales)
- Partido Socialista de Euskadi-Euskadiko Ezkerra: 0 votos (0 concejales)

Esto hizo que el alcalde del municipio fuera Asier Rodríguez Etxeberria, por parte de EH Bildu, logrando mayoría absoluta al hacerse con la 5 de las 9 concejalías. Destacar que el PSE-EE no obtuvo ningún voto.
En 2011 cuatro partidos se presentaron como candidatos a la alcaldía; La candidatura independiente Herrigintza, Bildu, PSE-EE y PP. Los resultados fueron estos:
- Bildu: 531 votos (5 concejales)
- Herrigintza (independientes): 521 votos (4 concejales)
- Partido Socialista de Euskadi-Euskadiko Ezkerra: 3 votos (0 concejales)
- Partido Popular del País Vasco: 1 voto (0 concejales)

Esto hizo que el alcalde del municipio fuera Igor Aierbe Guridi, por parte de Bildu, logrando mayoría absoluta al hacerse con la 5 de las 9 concejalías. Destacar que ni PSE-EE ni PPV lograron ninguna concejalía, debido a que entre ambas candidaturas obtuvieron solamente 4 votos.
En 2007 tres partidos se presentaron como candidatos a la alcaldía; La candidatura independiente Herrigintza, PSE-EE y PP. Los resultados fueron estos:
- Herrigintza (independientes): 604 votos (9 concejales)
- Partido Socialista de Euskadi-Euskadiko Ezkerra: 2 votos (0 concejales)
- Partido Popular del País Vasco: 2 votos (0 concejales)

Esto hizo que el alcalde del municipio fuera Bittor Orotz Izagirre, por parte del partido independiente Herrigintza, logrando una mayoría absoluta al hacerse con las 9 concejalías. Destacar que ni PSE-EE ni PPV lograron ninguna concejalía, debido a que ambas candidaturas obtuvieron solamente 2 votos. Destacar igualmente el enorme apoyo a la candidatura abertzale ilegalizada previamente EAE-ANV, al ser nulos 473 votos.
| Partido político                                              | 2015  | 2015       | 2011  | 2011       | 2007  | 2007       | 2003  | 2003       | 1999  | 1999       | 1995  | 1995       |
| Partido político                                              | %     | Concejales | %     | Concejales | %     | Concejales | %     | Concejales | %     | Concejales | %     | Concejales |
| Euskal Herria Bildu (EH Bildu)-Bildu                          | 49,04 | 5          | 49,86 | 5          | —     | —          | —     | —          | —     | —          | —     | —          |
| Herrigintza                                                   | 47,94 | 4          | 48,92 | 4          | 97,73 | 9          | 95,78 | 9          | 49,57 | 5          | 40,36 | 4          |
| Partido Socialista de Euskadi-Euskadiko Ezkerra (PSE-EE PSOE) | 0,00  | 0          | 0,28  | 0          | 0,32  | 0          | —     | —          | —     | —          | —     | —          |
| Partido Popular del País Vasco (PP)                           | —     | —          | 0,09  | 0          | 0,32  | 0          | 0,49  | 0          | —     | —          | —     | —          |
| Euskal Herritarrok (EH)-Herri Batasuna (HB)                   | —     | —          | —     | —          | —     | —          | —     | —          | 49,22 | 4          | 43,93 | 4          |
| Eusko Alkartasuna (EA)                                        | —     | —          | —     | —          | —     | —          | —     | —          | —     | —          | 14,82 | 1          |

## Cultura

### Fiestas
Todos los años, en noviembre, se realiza la Bajada de los Jentiles, desfile basado en las leyendas y la historia del lugar, y en Jentilbaratza, resto medieval del castillo navarro.

### Deporte
- Ataun Kirol Elkartea: principal club deportivo de la localidad. Fundado en 1994, está dedicado principalmente a la pelota vasca, pero tiene también secciones de fútbol sala y montañismo
- Agauntza Kirol Elkartea: club de ciclismo
- Ataungo Erbia Ehiza eta Arrantza Kirol Elkartea: sociedad de caza y pesca
- Oargi Troskaeta Kirol Elkartea: de alpinismo y atletismo
- Ataun Troskaeta: club de fútbol sala formado por jóvenes de la localidad